# 公相君
公相君（こうしょうくん）は、戸部良煕著『大島筆記』（1762年）に記されている、18世紀半ばに沖縄の琉球王国を訪れたとされる中国武術家。

## 概要
1762年4月26日（旧暦）、琉球の使者を乗せた楷船（官船）が薩摩へ向けて出航した。しかし、途中、暴風雨に遭い、大島浦に漂着することになる。乗組員は翁氏・潮平親雲上盛成以下52名。『大島筆記』とは、このとき土佐藩の儒学者、戸部良煕が船員達に事情聴取した内容を記した古文書である。18世紀半ばの琉球の国内事情が詳細に記述されており、その中に、「組合術」という言葉が出てくることから、従来より、空手研究家の間で、この古文書が繰り返し取り上げられてきた。その内容は、以下の通りである。
「先年組合術（良煕謂う武備誌載する所の拳法ときこゆ）の上手とて、本唐より公相君（是は称美の号なる由也）弟子を数々つれ渡り、其わざ、左右の手の内、何分一つは乳の方を押え、片手にてわざをなし、扨足をよくきかする術也、其痩せて弱々したる人でありしか、大力の者、無理に取（り）付きた（る）を、其儘（そのまま）倒したる事など有しなり」（原文は旧字体、片仮名書き）
内容は、公相君なる中国武術家が琉球を訪れ、組合術という武術を披露してみせた、というものである。「先年」とは、冊封使節が訪れた1756年を指し、公相君とはこの使節中の侍従武官だったのではないかというのが通説的見解であるが、はっきりとそう決定づけるような証拠があるわけではない。空手との関係や琉球の人々に組合術を伝授したなどの記載はどこにもないが、この古文書が、琉球王国時代の徒手空拳の武術についての数少ない文献であるだけに、従来から繰り返し、空手との関係で取り上げられてきた。
「公相君」が称美の号とは、中国では「公」とは王爵の次の爵位であり、「相」とは宰相などのことを指すため、そのような高位の人物が琉球を訪れて武術を披露するわけがなく、それゆえ、公相君とは実際の姓名やその地位とは関係のなく、その人物を称えてそのように呼んだのであろう、ということである。
この組合術が、当時の空手もしくは空手の直接の源流となる武術を指すかについては、賛否両論がある。空手のような打撃技ではなく、一種の柔術（取手）ではなかったのかとの見解もある。
沖縄県には、唐手佐久川こと佐久川寛賀が公相君に師事したとの口碑もあるが、佐久川のいくつかある説のうちの生年と公相君の来琉年とが離れており、信憑性に疑問が残る。また、空手の型に公相君（クーサンクー/クーシャンクー）があり、この型は公相君が伝えたものだとの説もあるが、『大島筆記』には、そのような記述はなく、後世の作り話の可能性もある。